# Chuchiltón
Chuchiltón es una localidad del municipio de Larráinzar ubicado en la región de Los Altos del estado mexicano de Chiapas.

## Geografía
La localidad de Chuchiltón se sitúa en las coordenadas geográficas 16°57′30″N 92°49′58″O / 16.958333, -92.832778, a una elevación de 1,884 metros sobre el nivel del mar.

## Demografía
Según el Censo de Población y Vivienda 2020, efectuado por el Instituto Nacional de Estadística y Geografía, la localidad de Chuchiltón tiene 881 habitantes, de los cuales 413 son del sexo masculino y 468 del sexo femenino. Su tasa de fecundidad es de 3.05 hijos por mujer y tiene 137 viviendas particulares habitadas.
| Gráfica de evolución demográfica de Chuchiltón entre 1910 y 2020 |
|                                                                  |
| INEGI.                                                           |